# Colias canadensis
Colias canadensis är en fjärilsart som beskrevs av Ferris 1982. Colias canadensis ingår i släktet Colias och familjen vitfjärilar. Inga underarter finns listade i Catalogue of Life.